# Fredrik Andersson (calciatore)
Hans Fredrik Andersson (Skene, 25 ottobre 1988) è un calciatore svedese, portiere del Varberg.

## Carriera
Dopo aver difeso la porta dello Skene IF per tre stagioni nella quinta serie nazionale, approda all'Örgryte: nei suoi primi tre anni con il club rossoblu (di cui due trascorsi in terza serie e uno in Superettan) è prevalentemente la riserva di Peter Abrahamsson, poi con la retrocessione in terza serie e la partenza di Abrahamsson, Andersson diventa in pianta stabile il nuovo portiere titolare.
Nel luglio 2015, intorno a metà stagione, viene acquistato dai campioni di Svezia in carica del Malmö FF. Qui rimane per tre annate e mezzo, durante le quali riveste perlopiù il ruolo di secondo portiere dietro a Johan Wiland oppure – nel caso della stagione 2018 – dietro a Johan Dahlin. Il suo debutto in Allsvenskan avviene il 26 ottobre 2016, quando subentra all'infortunato Wiland dopo pochi minuti dell'incontro vinto per 0-3 sul campo del Falkenberg, partita che consegna matematicamente il titolo nazionale alla squadra. Complessivamente, sia nell'Allsvenskan 2016 che in quella 2017 Andersson viene utilizzato solo nelle ultime tre giornate, mentre nel 2018 colleziona quattro presenze nel corso del girone di andata.
In vista della stagione 2019, sceglie di non rinnovare il contratto in scadenza con il Malmö, al fine di cercare una squadra che gli permettesse di avere maggiore spazio. Si accorda così con il suo precedente club, l'Örgryte, con cui firma un accordo triennale, scendendo di fatto anche di categoria. Durante questa parentesi, infatti, milita per tre annate in Superettan, tutte e tre concluse con la salvezza.
Al termine del suo contratto con l'Örgryte, si accorda a parametro zero con il Varberg, formazione con cui Andersson può giocare il suo primo vero campionato di Allsvenskan da titolare all'età di 33 anni.

## Statistiche

### Presenze e reti nei club
Statistiche aggiornate al 26 luglio 2022.
| Stagione        | Squadra         | Campionato      | Campionato | Campionato | Coppe nazionali | Coppe nazionali | Coppe nazionali | Coppe continentali | Coppe continentali | Coppe continentali | Altre coppe | Altre coppe | Altre coppe | Totale | Totale |
| Stagione        | Squadra         | Comp            | Pres       | Reti       | Comp            | Pres            | Reti            | Comp               | Pres               | Reti               | Comp        | Pres        | Reti        | Pres   | Reti   |
| --------------- | --------------- | --------------- | ---------- | ---------- | --------------- | --------------- | --------------- | ------------------ | ------------------ | ------------------ | ----------- | ----------- | ----------- | ------ | ------ |
| 2011            | Örgryte         | D1              | 1          | -1         | CS              | 1               | -?              |                    | -                  | -                  |             | -           | -           | 2      | -1     |
| 2012            | Örgryte         | D1              | 3          | -2         | CS              | 2               | -?              |                    | -                  | -                  |             | -           | -           | 5      | -2     |
| 2013            | Örgryte         | S1              | 5          | -9         | CS+CS           | 1+1             | -?              |                    | -                  | -                  |             | -           | -           | 7      | -9     |
| 2014            | Örgryte         | D1              | 25+2       | -28 + -1   | CS              | 2               | -?              |                    | -                  | -                  |             | -           | -           | 29     | -29    |
| gen.-lug. 2015  | Örgryte         | D1              | 14         | -11        | CS              | 1               | -?              |                    | -                  | -                  |             | -           | -           | 15     | -11    |
| Totale Örgryte  | Totale Örgryte  | Totale Örgryte  | 50         | -52        |                 | 8               | -?              |                    | -                  | -                  |             | -           | -           | 58     | -52    |
| lug.-dic. 2015  | Malmö FF        | A               | 0          | 0          | CS              | 1               | -?              | UCL                | 0                  | 0                  |             | -           | -           | 1      | -?     |
| 2016            | Malmö FF        | A               | 3          | -1         |                 | -               | -               |                    | -                  | -                  |             | -           | -           | 3      | -1     |
| 2017            | Malmö FF        | A               | 3          | -2         |                 | -               | -               | UCL                | 0                  | 0                  |             | -           | -           | 3      | -2     |
| 2018            | Malmö FF        | A               | 4          | -5         |                 | -               | -               | UCL+UEL            | 0                  | 0                  |             | -           | -           | 4      | -5     |
| Totale Malmö FF | Totale Malmö FF | Totale Malmö FF | 10         | -8         |                 | 1               | -?              |                    | 0                  | 0                  |             | -           | -           | 11     | -8     |
| 2019            | Örgryte         | S1              | 29         | -36        | CS+CS           | 3+1             | -?              |                    | -                  | -                  |             | -           | -           | 33     | -36    |
| 2020            | Örgryte         | S1              | 29         | -42        | CS              | 3               | -?              |                    | -                  | -                  |             | -           | -           | 32     | -42    |
| 2021            | Örgryte         | S1              | 28         | -37        |                 | -               | -               |                    | -                  | -                  |             | -           | -           | 28     | -37    |
| Totale Örgryte  | Totale Örgryte  | Totale Örgryte  | 86         | -115       |                 | 7               | -?              |                    | -                  | -                  |             | -           | -           | 93     | -115   |
| 2022            | Varberg         | A               | 15         | -25        | CS              | 3               | -?              |                    | -                  | -                  |             | -           | -           | 18     | -25    |
| Totale carriera | Totale carriera | Totale carriera | 294        | 12         |                 | 19              | -?              |                    | 0                  | 0                  |             | -           | -           | 318    | 15     |

## Palmarès

### Club

#### Competizioni nazionali
- Campionato svedese: 2

Malmö FF: 2016, 2017